# Myriam Merlet
Myriam Merlet (14 tháng 10 năm 1956 – 12 tháng 1 năm 2010) là một nhà hoạt động chính trị, học giả và nhà kinh tế, từng là Tham mưu trưởng Bộ Giới tính và Quyền của Phụ nữ Haiti (Ministère a la condition Femaleine et aux Droits des Femmes (MCFDF)), từ năm 2006 đến năm 2008. Một trong những trọng tâm đặc biệt trong công việc của bà là làm thế nào văn hóa hiếp dâm và cưỡng hiếp được sử dụng như một vũ khí chính trị, và không được coi là một tội phạm hình sự ở Haiti đến tận năm 2005.

## Sự nghiệp
Vào tháng 7 năm 1986, sáu tháng sau khi kết thúc chế độ độc tài Jean-Claude Duvalier, Merlet trở lại Haiti khi 29 tuổi. Bà đã viết một bài luận cá nhân có tựa đề "Giấc mơ của nhiều người hơn"("The More People Dream") trong tập Đi bộ trên lửa: Câu chuyện về sự sống còn và kháng cự của phụ nữ Haiti (Walking on Fire: Haitian Women's Stories of Survival and Resistance), nơi bà mô tả cuộc đấu tranh của mình để trở thành một phụ nữ Haiti sống lưu vong với mong muốn và quyết định góp phần giải quyết vấn đề, đó là một phần động lực của bà để trở lại Haiti.
Merlet đã làm việc để nâng cao vị thế của phụ nữ ở Haiti và nước ngoài, thành lập EnfoFanm, một tổ chức nâng cao nhận thức về những thách thức mà phụ nữ ở Haiti phải đối mặt và vận động cho một số đường phố Haiti được đặt theo tên những người phụ nữ.
Vào năm 2001, Merlet đã tìm đến Eve Consler trong nỗ lực đưa The Vagina Monologues đến Haiti. Vào năm 2007, Obller đã đến thăm Haiti và các buổi biểu diễn được tổ chức tại Port-au-Prince và Cap Haiti.
Người sáng lập Vagina Monologue, Eve Obller, đã viết một đoạn độc thoại nổi bật năm 2011 mang tên "Myriam" như một sự tôn vinh và ghi lại những công việc khó khăn mà Myriam đã hoàn thành ở Haiti. Lời độc thoại mô tả cách Eve gọi điện thoại di động của bạn mình, "tin rằng thành công sẽ tìm thấy bạn và đánh thức bạn, tế bào của bạn nắm chặt trong bàn tay bị chôn vùi của bạn." 
Merlet đã tham gia vào việc sáng tạo và là người phát ngôn lâu năm cho Điều phối Nationale pour le Stripeoyer des Femmes (CONAP), trong đó bà nổi tiếng chống lại chủ nghĩa tình dục trong ngành công nghiệp, đặc biệt là trên các bảng quảng cáo.
Merlet cũng đóng một vai trò quan trọng, với các nhà nữ quyền Haiti khác và các thành viên của chính phủ, trong việc giúp thay đổi tình trạng pháp lý của Haiti về hiếp dâm. Mãi đến khi một đạo luật mới được thông qua vào năm 2005, hiếp dâm từng không được coi là tội ác ở Haiti, mà là một hành vi phạm tội công khai.
Từ năm 2006 đến 2008, Merlet là Tham mưu trưởng Bộ Giới tính và Quyền của Phụ nữ Haiti (Ministère a la condition Femaleine et aux Droits des Femmes (MCFDF)), và tiếp tục làm cố vấn cho đến khi bà qua đời vào năm 2010.
Vào năm 2010, Merlet đã tham gia lễ kỷ niệm 10 năm của V-Day, V TO THE TENTH, tại Superdome ở New Orleans, nơi bà tham gia cuộc diễu hành và nói chuyện tại sự kiện Superlove có tên "Power to the Women of Haiti" với các nhà hoạt động xã hội Elvire Eugene và Ann Valérie Timothee Milfort.
Merlet cũng dẫn đầu một chiến dịch đặt tên đường phố theo tên phụ nữ Haiti nổi tiếng.